# Pier Maria II. de’ Rossi
Pier Maria II. de’ Rossi (* 25. März 1413 in Berceto; † 2. September 1482 in Torrechiara), auch Pietro Maria II. Rossi, war ein Herr im Umland von Parma aus der Signoria der Rossi. Als Condottiere stand er in Diensten der Herzöge von Mailand.

## Herkunft und Jugend

Wappen der Rossi von San Secondo.

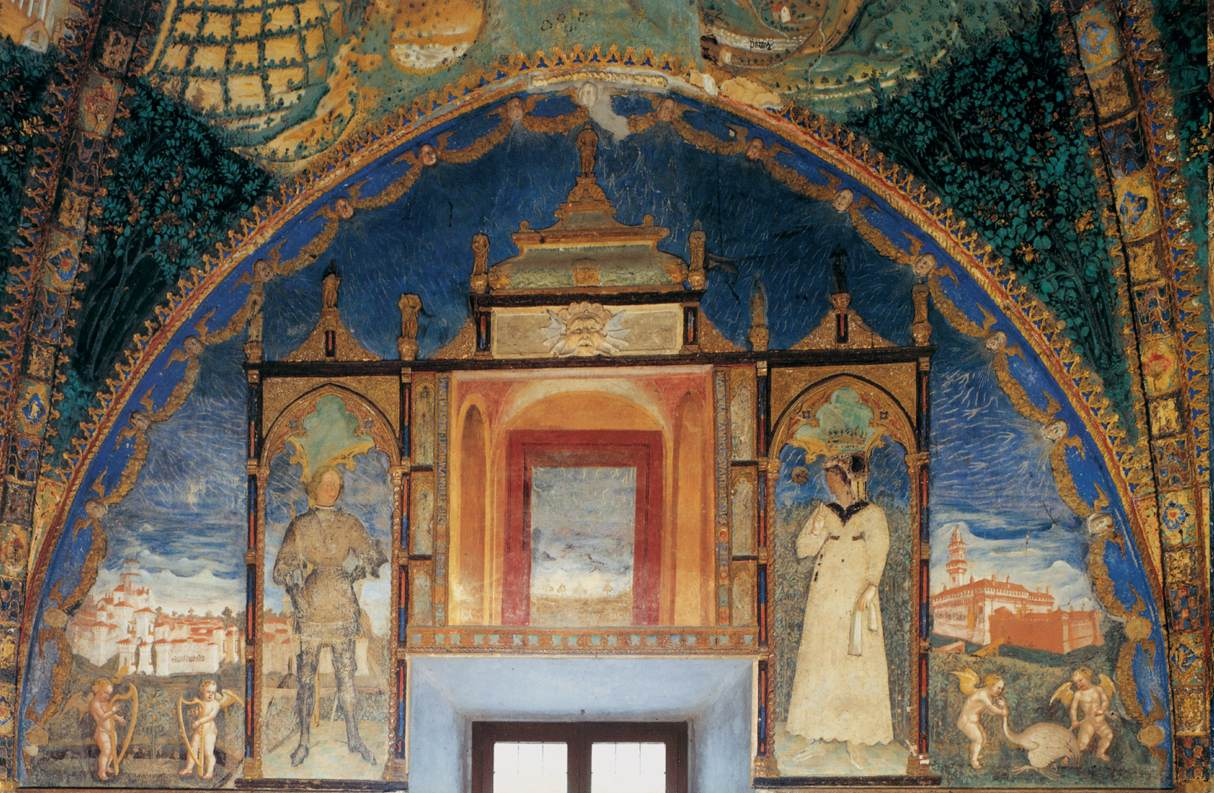
Benedetto Bembo, Camera d’oro, Torrechiara: Pietro Maria II. Rossi und Bianca Pellegrini

Pier Maria II. de’ Rossi (il Magnifico) wurde in der Burg von Berceto geboren. Er war der einzige Sohn von Pier Maria I. de’ Rossi (1374–1438), Graf von San Secondo, Berceto und Corniglio, und der Maria Giovanna Cavalcabò, Tochter des Markgrafen Ugolino Cavalcabò, Herr von Viadana (Provinz Mantua). Sein Vater war nicht nur Feudalherr und Condottiere, sondern auch Musiktheoretiker und Komponist. Pietro Maria II. Rossi hatte zwei Schwestern, Francesca und Caterina, sowie einen Halbbruder namens Orlando. Francesca Rossi war verheiratet mit Francesco Castiglioni, Graf von Venegono, Caterina mit Jacopo Visconti, einem Enkel von Giangaleazzo Visconti. Der Halbbruder Orlando (?-um 1480) war Ritter des Johanniterordens. Über seine Kindheit ist wenig bekannt. Seine Familie lebte vorwiegend in Felino und in San Secondo und hatte in Parma im Viertel Borgo Palmia einen standesgemäßen Stadtpalast. Wahrscheinlich verbrachte er auch einen Teil seiner Jugend in Venedig, wo sein Vater 1423 in das dortige Patriziat aufgenommen worden war. Sicher erhielt er eine humanistische Ausbildung: Er war des Lateinischen mächtig und sprach, nebst Italienisch auch Französisch und Spanisch und liebte Poesie und Musik. Wie sein erster Biograph vermerkt, war er selber als Komponist tätig und schrieb Gedichte. Pietro Maria II. Rossi begeisterte sich ferner für Mathematik, insbesondere auch im Zusammenhang mit der militärischen Festungstechnik. Er galt als kultivierte Persönlichkeit, als tapferer Krieger und als Förderer der Künste.

## Heirat und Familie

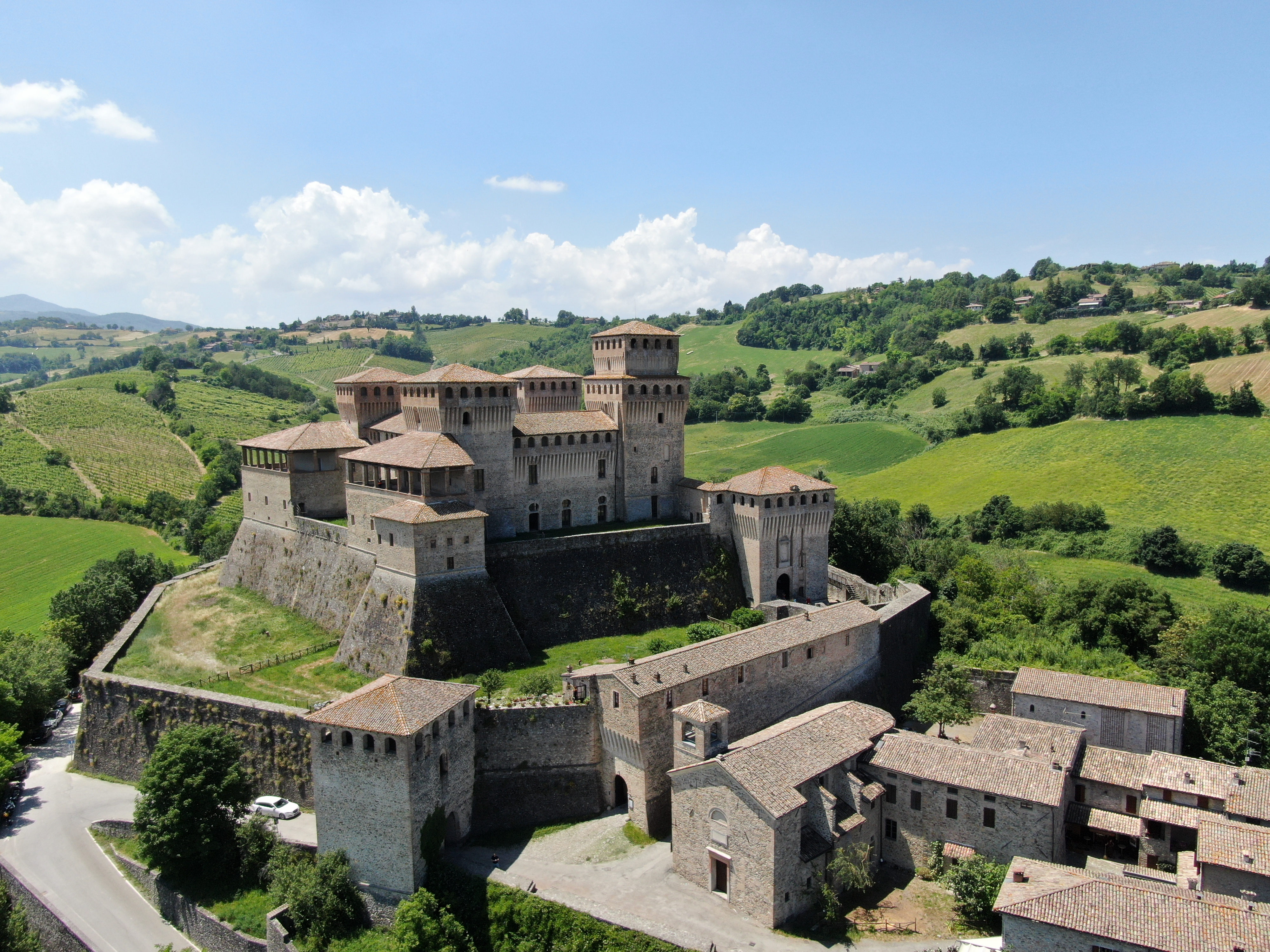
Torrechiara, Langhirano (Provinz Parma)

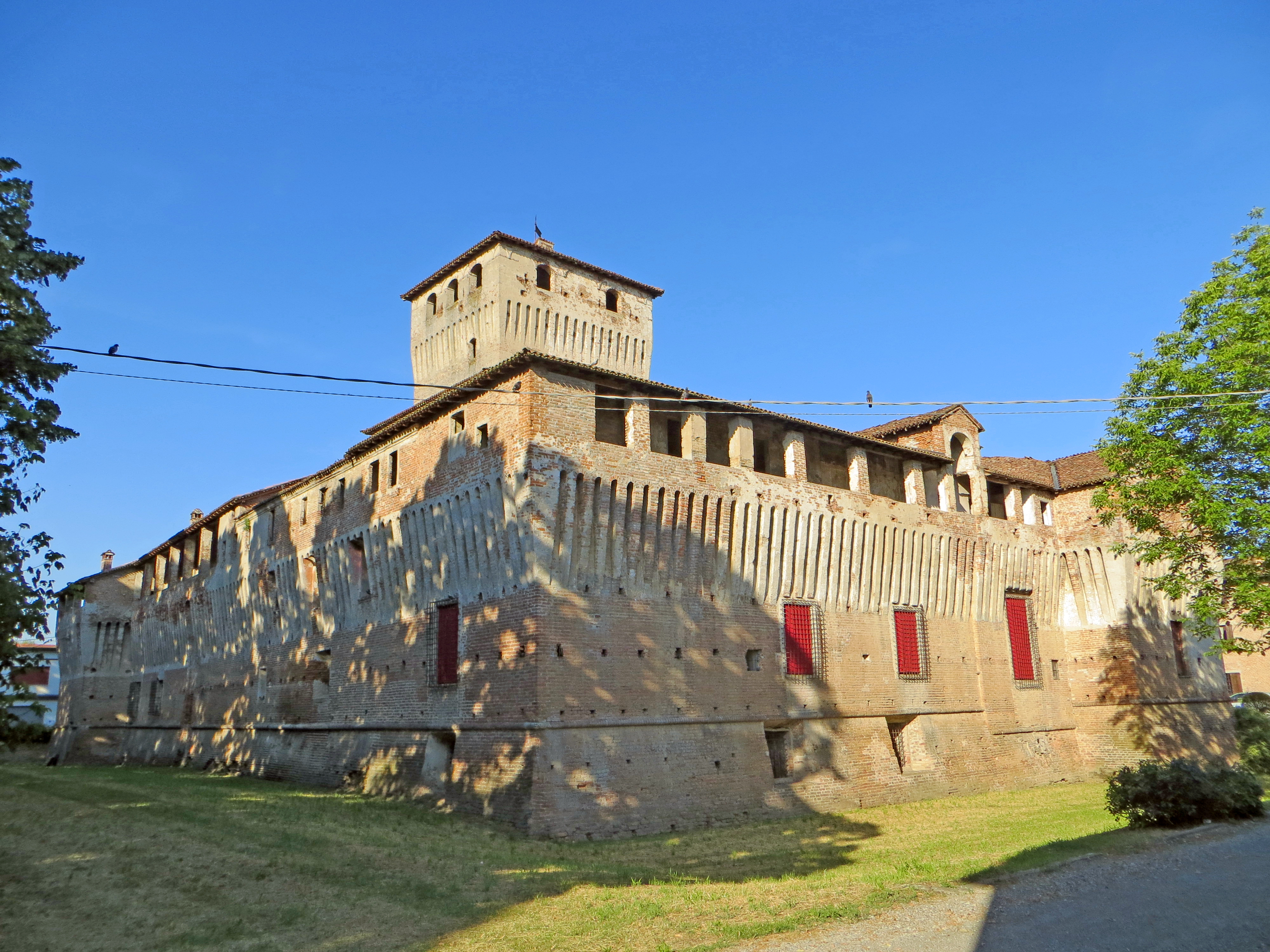
Roccabianca (Rocca dei Rossi)

Im Alter von 15 Jahren heiratete Pier Maria II. de’ Rossi die sieben Jahre ältere Antonia Torelli, Tochter von Guido Torelli, Graf von Guastalla und Montechiarugolo, einer einflussreichen Persönlichkeit am Mailänder Hof. Es war keine Liebesheirat, sondern eine arrangierte Ehe, mit der die Absicht verbunden war, die Beziehungen zu den herrschenden Visconti zu intensivieren und die Familie näher an das Machtzentrum Mailand zu rücken. Der junge Ehemann war häufig abwesend und begleitete seinen Vater bei dessen Kriegsunternehmen, während Antonia Torelli mit ihren Kindern in San Secondo lebte. 1438 verstarb Pier Maria I. de’ Rossi und wurde in der Familienkapelle in Sant’Antonio Abate in Parma begraben. Seine Funktion als Familienoberhaupt übernahm Pier Maria II., der die Interessen der Rossis gegen rivalisierende Familien, insbesondere gegen die ghibellinischen Pallavicini, Sanvitales und Da Correggios zu verteidigen hatte. Er verkehrte nun häufig am Mailänder Hof, wo er um 1440 die Bekanntschaft von Bianca Pellegrini (um 1417–1480) machte und sich augenblicklich in sie verliebte. Bianca Pellegrini, Tochter von Graf Andrea Pellegrini aus Como, war Kammerfrau von Bianca Maria Visconti und verheiratet mit Melchiorre d’Arluno, einem bereits etwas älteren Beamten am Hofstaat der Visconti. Es ist anzunehmen, dass ihre leidenschaftliche, lebenslange Beziehung zunächst parallel zu ihren Ehen verlief. Der Bau der beiden Burgen von Torrechiara und Roccabianca als Sommer- bzw. Winterresidenz für Bianca Pellegrini, mit ihren großartigen und hochsymbolischen Innenausstattungen, war dann allerdings ein weithin sichtbares Liebesbekenntnis. Gleichzeitig veranlasste er den Ausbau der Rocca dei Rossi in San Secondo, dauerhafter Lebensmittelpunkt seiner Familie. Mit dem Erreichen der Volljährigkeit ihrer Kinder übersiedelte Antonia Torelli 1457 mit einem kleinen Hofstaat ins Benediktinerinnenkloster San Paolo in Parma und überließ ihrer Rivalin Bianca Pellegrini das Feld. Nach dem Ableben von Antonia Torelli im Jahr 1468 versuchte Pier Maria II. de’ Rossi erfolglos, die Annullierung der Ehe von Bianca Pellegrini mit Melchiorre d’Arluno zu erreichen.

## Feudalherr und Staatsmann
Beim Tod des Vaters trat Pier Maria II. de’ Rossi ein bedeutendes Erbe an. Dieses bestand in einem kleinen Territorialstaat, der sich aus zahlreichen Lehen einerseits in der Po-Ebene nördlich von Parma und andererseits in den Tälern der Flüsse Taro, Baganza und Parma im Hügelgebiet westlich von Parma zusammensetzte. 1418 bestand der Rossi-Staat aus acht Verwaltungseinheiten (Podesterie): San Secondo, Carona, Felino, Roccalanzona, Basilicanova, Bardone, Berceto und Corniglio. Ferner gehörten acht Burgbezirke (Castellanie) dazu (Miano, Sant’Andrea (Bagni), Neviano de’Rossi, Castrignano, Pugnetolo, Roccaprebalza, Roccaferrara und Corniana). In den letzten Jahren der Regentschaft von Filippo Maria Visconti und in den Wirren nach dessen Tod gelang mit der Inbesitznahme von Noceto, Torrechiara und Roccabianca sowie weiterer Burgen (Bosco di Corniglio, Marra, Graiana) nochmals eine territoriale Erweiterung. In den 1470er Jahren umfasste der Rossi-Staat einen Fünftel des Gebietes um Parma.

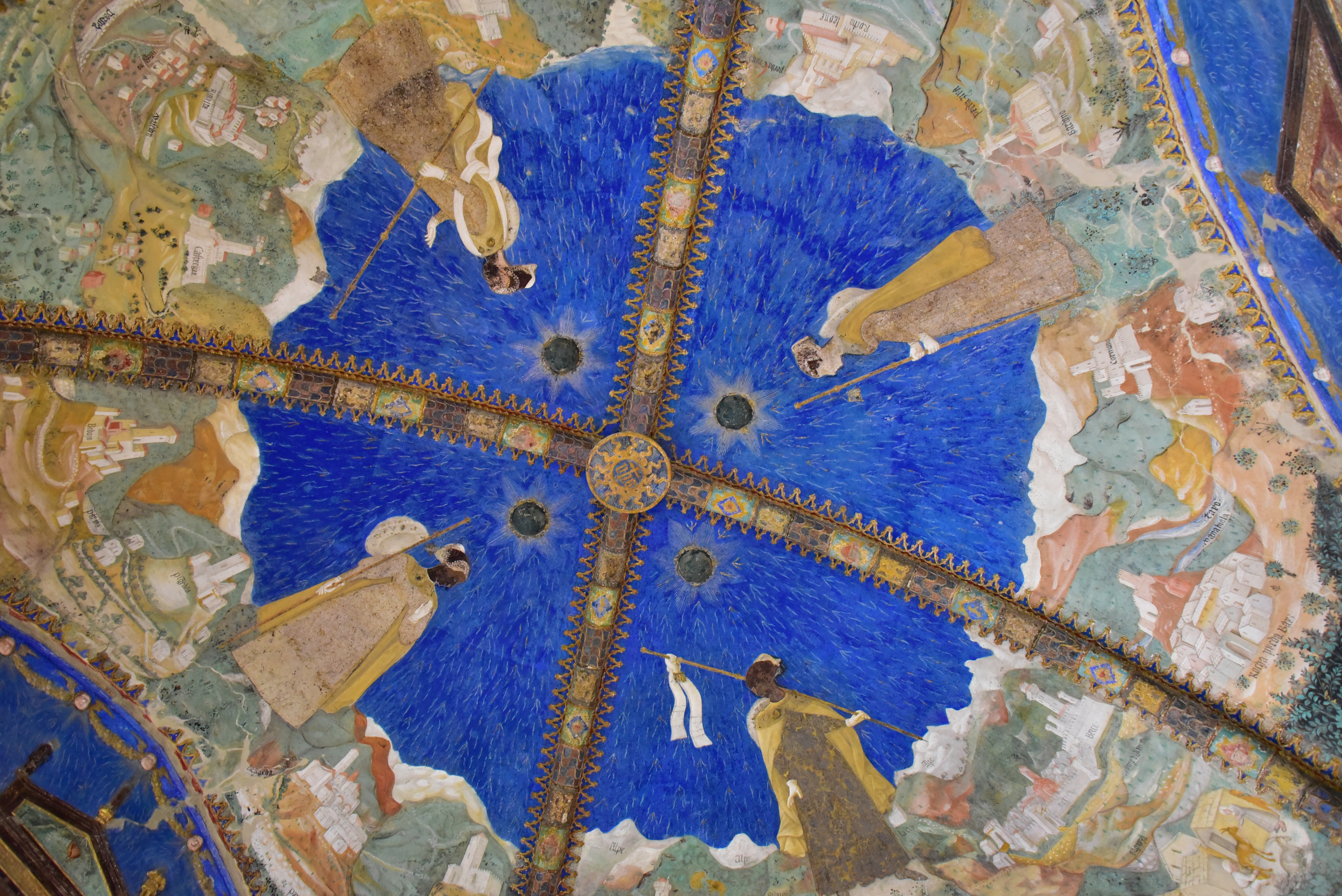
Torrechiara, Pilgerreise der Bianca Pellegrini zu den Burgen von Pier Maria II. de’ Rossi, Deckenfresko von Benedetto Bembo, um 1460

Die Burgen von Pier Maria II. de’ Rossi sind herausragend dokumentiert im Deckenfresko von Benedetto Bembo in der Camera d’Oro im Castello di Torrechiara. Das Fresko zeigt die Pilgerreise der Bianca Pellegrini, die von Burg zu Burg durch die Ländereien ihres Geliebten wandert. Die politische Loyalität der Rossis schwankte bis ins 15. Jahrhundert hinein zwischen Mailand und Ferrara. Eine wichtige Zäsur stellte 1420 der Übergang Parmas von den d’Estes an die Visconti dar, womit die Rossi zu Vasallen des Herzogtums Mailand wurden und in dessen Diensten als bedeutende Condottieri wirkten. Mit Francesco I. Sforza pflegte Pier Maria II. de’ Rossi bereits vor dessen Machtübernahme gute Beziehungen, entlieh ihm Geld und unterstützte ihn 1447 auch militärisch bei der Eroberung von Piacenza. Kurz zuvor war er von den Bürgern zum Signore von Parma ernannt worden, eine Rolle, die er faktisch bis zur Unterwerfung Parmas unter die Herrschaft von Francesco I. Sforza 1449 behielt. Im Februar 1449 schloss er mit Francesco I. Sforza einen Pakt, der den Rossi-Staat absicherte und ihm in Parma das Amt eines Luogotenente übertrug. Kurz darauf kam ein Solddienstvertrag über 500 Reiter zustande. Das Verhältnis zu Mailand blieb in der Folge recht konstant. Eine gravierende Verschlechterung trat erst 1476 mit der Ermordung von Galeazzo Maria Sforza ein, denn Pier Maria II. de’ Rossi unterstützte in der Folge dessen Witwe, Bona di Savoia. Diese Haltung trug ihm die Feindschaft von Ludovico Sforza ein, der 1479 in Mailand die Macht übernahm und, von den rivalisierenden Pallavicino aufgestachelt, die Rossis vernichten wollte. Der sogenannte Krieg der Rossis (1482–1483) endete mit einem vollständigen Sieg von Ludovico Sforza. Die Rossis, unterstützt von der Republik Venedig, konnten ihre Gegner zwar über einen längeren Zeitraum in Schach halten.
Am 25. Juli 1482 wurde Roccabianca erobert. Pier Maria II. de’ Rossi war krank, zog sich nach Torrechiara zurück, wo er weiterhin erbitterten Widerstand leistete. Er verstarb während der Belagerung am 2. September 1482, womit ihm die demütigende Kapitulation erspart blieb. Er wurde im Oratorium von San Nicomede in Torrechiara neben Bianca Pellegrini, die um 1480 verstorben war, beigesetzt. Der Krieg selbst wurde erst im Sommer 1483 beendet. Im Friedensvertrag von Bagnolo (7. August 1484) gehörten die Rossis zu den Hauptverlierern. Sie verloren ihre Vormachtstellung in Parma sowie zahlreiche Territorien und Burgen, insbesondere auch Felino, Roccabianca und Torrechiara. Diese Gebiete konnten die Rossis nie mehr zurückgewinnen.

## Nachkommen
Der Ehe mit Antonia Torelli entsprangen zwischen 1428 und ca. 1440 zahlreiche Kinder. Allerdings sind die genealogischen Angaben unklar und teilweise widersprüchlich:
- Giovanni (um 1431–1502). Verheiratet (um 1455) mit Angela Scotti Douglas, Tochter des Francesco Scotti Douglas, Graf von Carpaneto. Er wurde im Testament von 1464 von der Erbfolge ausgeschlossen. Condottiere im Königreich Neapel. Giovanni de’ Rossi verstarb 1502 in San Secondo, nachdem die Franzosen seinen Sohn Toilo I. in diesem Lehen bestätigt hatten.
- Bernardo (1432–1468), Kleriker, Bischof von Cremona (1458–1466) und Novara (1466–1468). Er wurde von der Familie gegen seinen Willen ins Priesteramt gedrängt.[14]
- Giacomo (um 1433–?), Condottiere. Er wurde von seinem Vater enterbt, u. a. wegen seiner Beziehung zu Ginevra Terzi, Tochter des Giorgio Terzi und Enkelin von Ottobuono Terzi, deren Familie Erzfeinde der Rossis waren.[15] Er hatte mehrere uneheliche Kinder, die alle in ärmlichen Verhältnissen verstarben[16]
- Maria Bianca (1434–?) (früh verstorben)
- Roberto (?–1451)
- Guido (1440–1490), verheiratet (1, 1464) mit Ambrogina Borromeo, Tochter des Filippo Borromeo, Graf von Arona, und der Francesca Visconti aus der Familie der Grafen von Cigognola, (2, um 1482) mit N.N. Sanseverino, Tochter des Roberto Sanseverino d’Aragona, Condottiere. Er erhielt 1490 in Venedig ein großartiges Staatsbegräbnis.[17]
- Eleonora (1438–?), verheiratet mit Bartolomeo Scotti Douglas, Sohn des Alberto Scotti Douglas, Graf von Castell’Arquato, Fiorenzuola und Vigoleno, und der Bianca Fieschi.
- Donella (1439–?), verheiratet (1454) mit Giberto Sanvitale, Graf von Sala

Daneben hatte Pier Maria II. de’ Rossi uneheliche Kinder, für die ähnlich widersprüchliche Informationen vorliegen:
- Bertrando (1429–1502), Graf von Berceto. Verheiratet (1) mitPolissena Arluno, (2, 1448) mit Pietra Malaspina und (3) mit Margherita Tornielli aus Novara.[18][19][20] Er schloss sich 1482 im Krieg der Rossis Ludovico Sforza an und stellte sich gegen seine Halbbrüder. Er verstarb ohne männliche Nachkommenschaft.
- Ugolino (1447–1498), Kleriker, Abt von San Giovanni Evangelista, des bedeutendsten Klosters von Parma, Domherr in Parma
- Ottaviano d’Arluno
- Francesca d’Arluno. Pier Maria II. de’ Rossi drängte seinen Sohn Giacomo 1467 zur Heirat mit Francesca d’Arluno.[21]

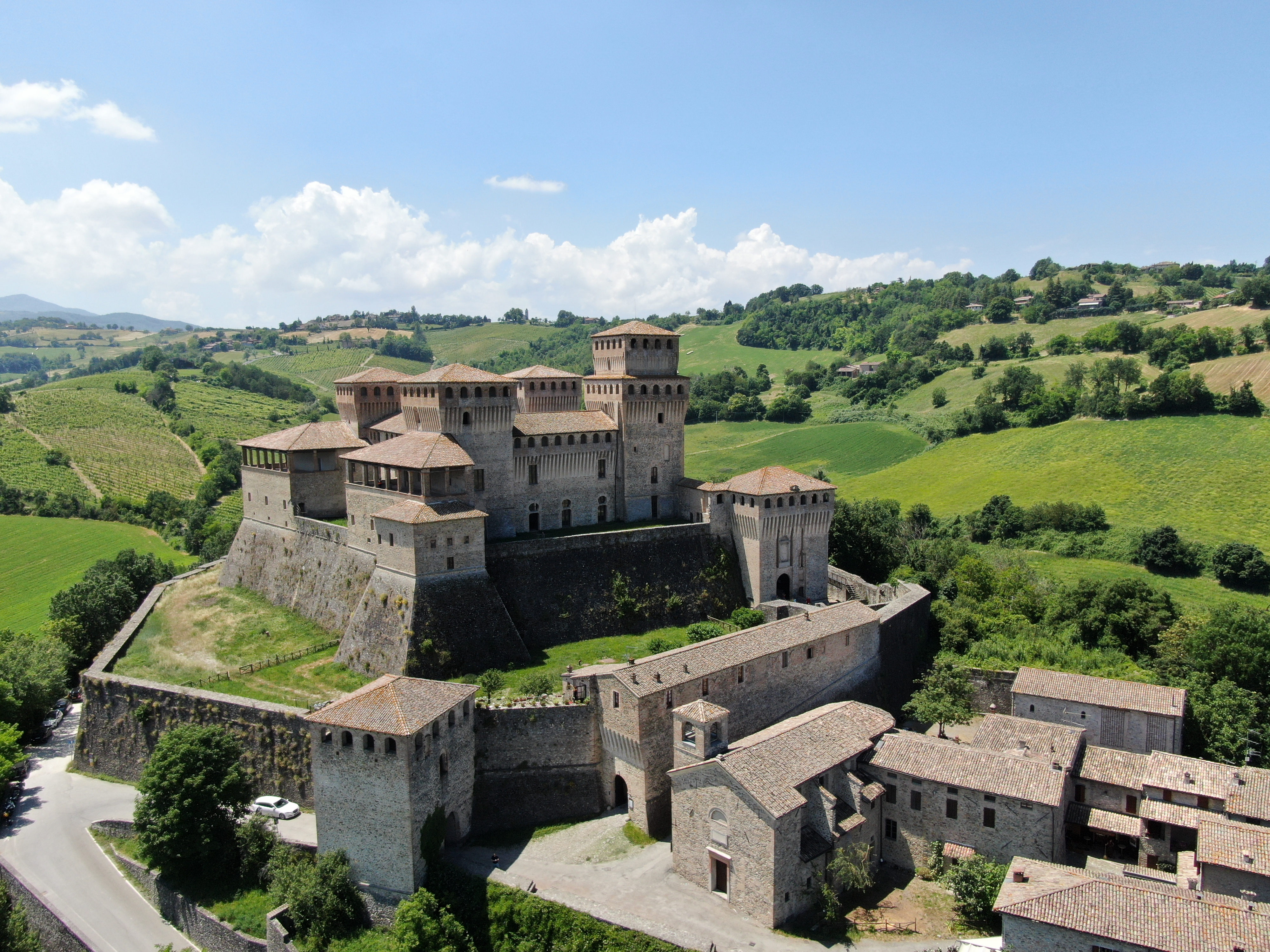
Torrechiara aus der Luft
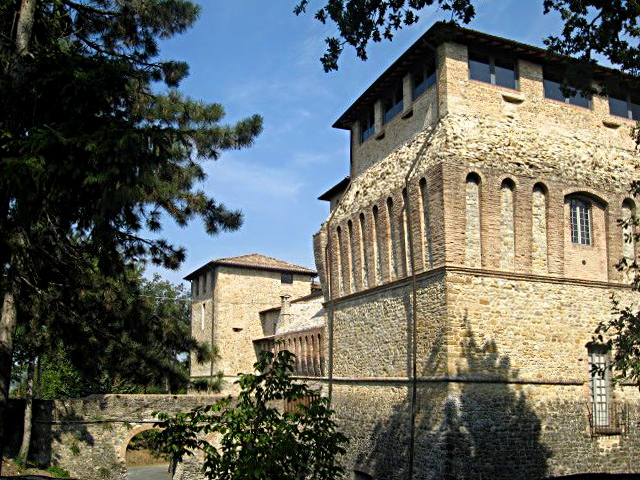
Castello di Felino
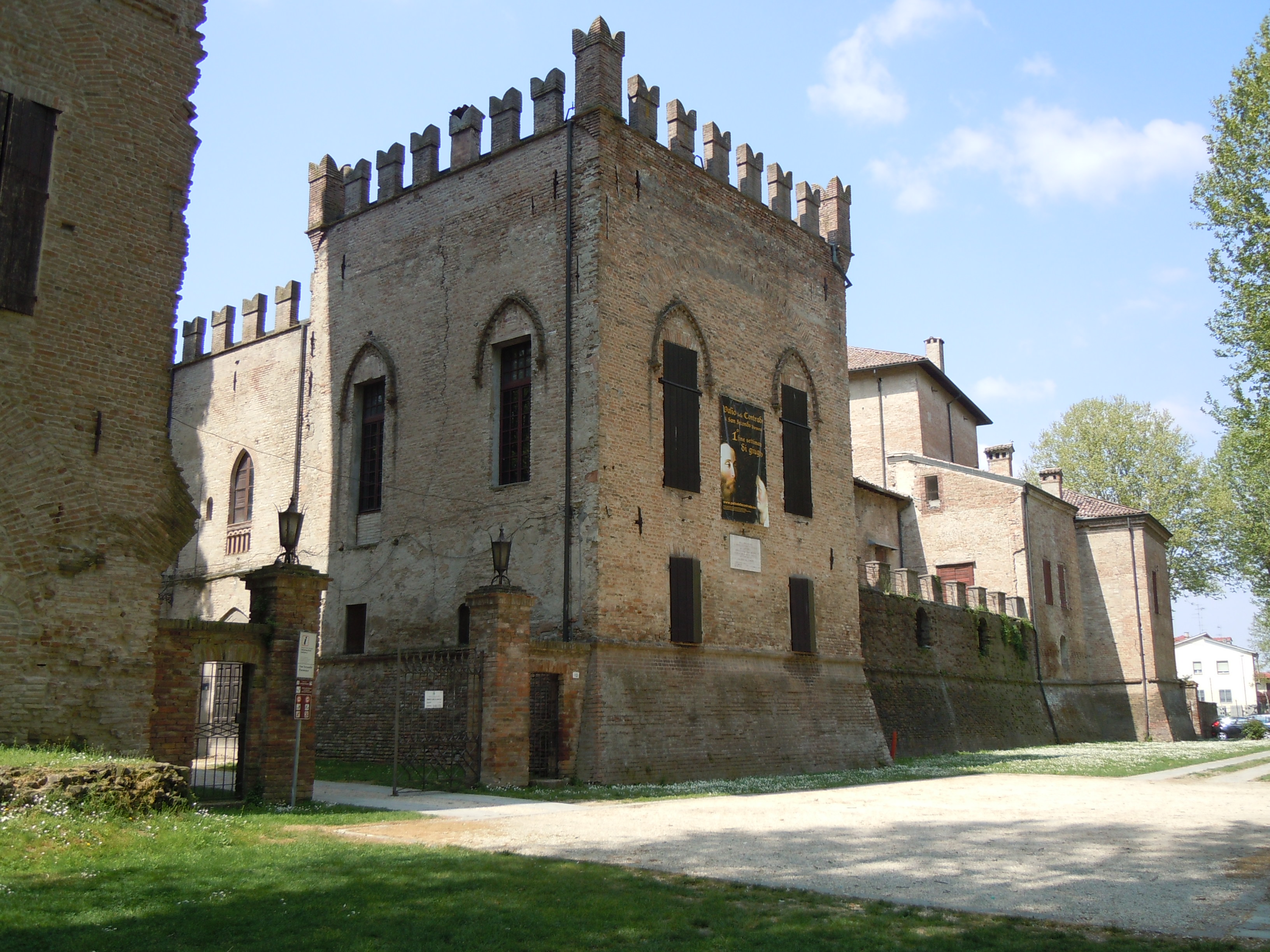
San Secondo, Rocca dei Rossi
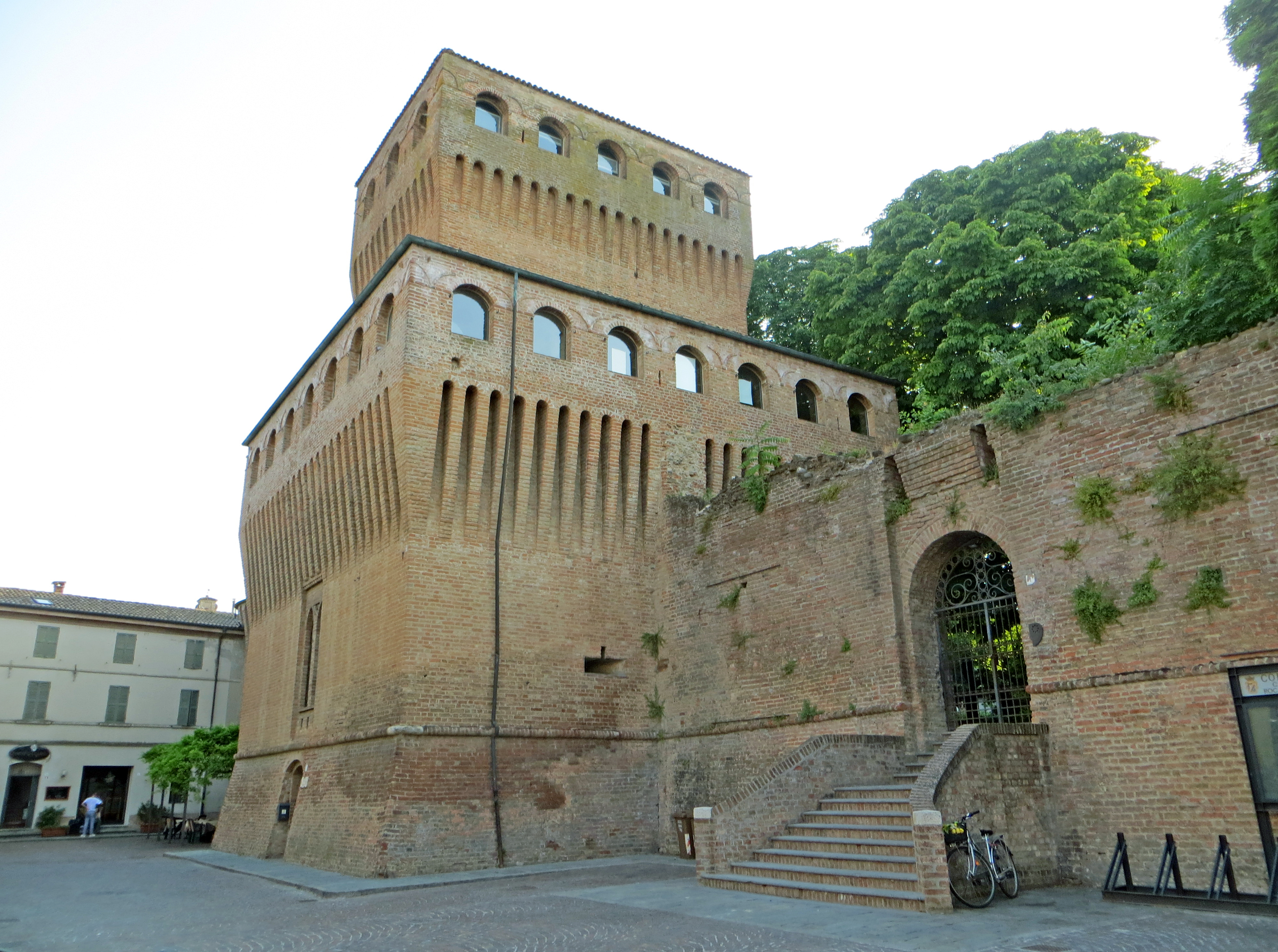
Rocca dei Sanvitale, Noceto; im Besitz von Pier Maria II. de’ Rossi von 1447–1482
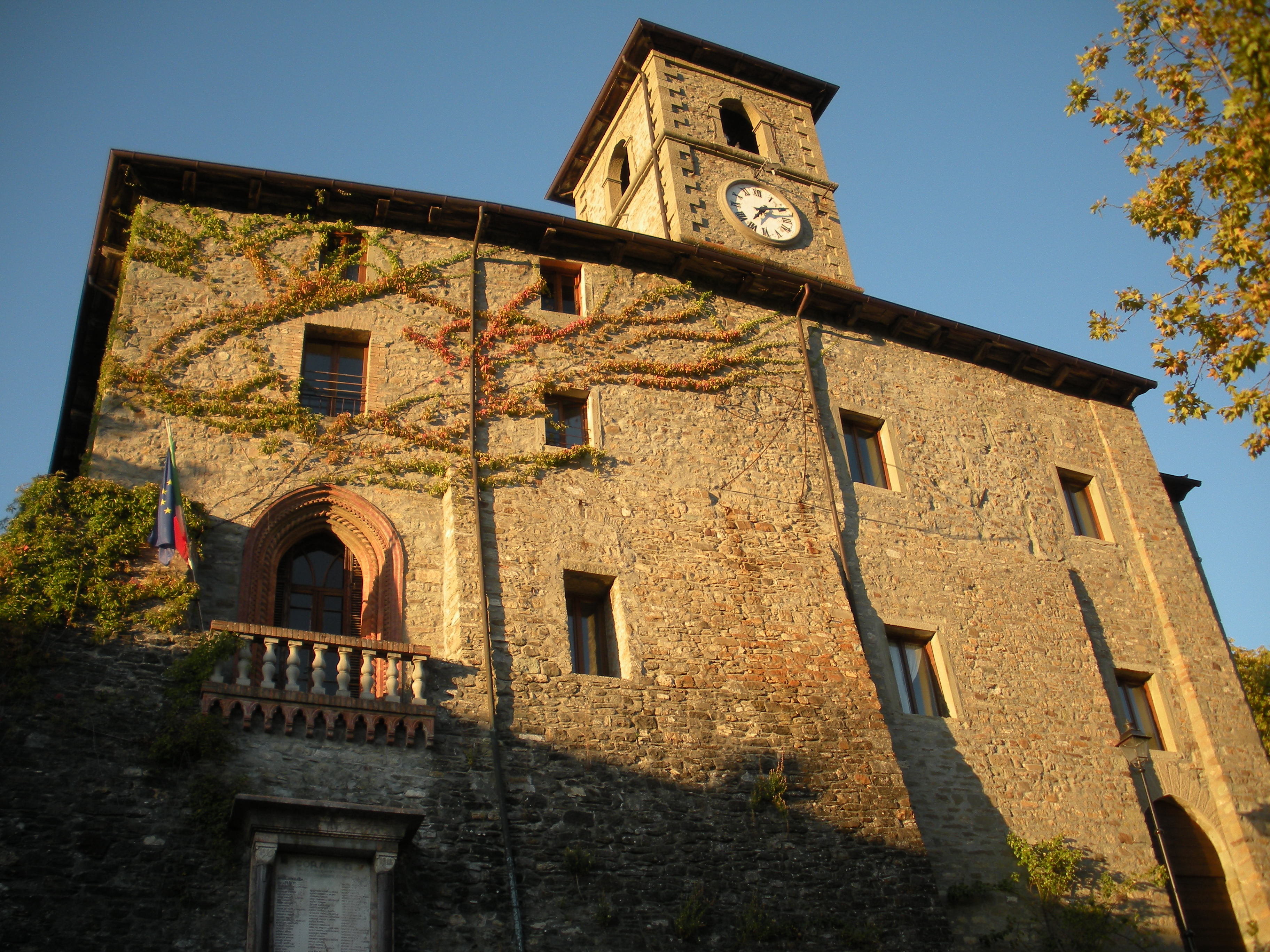
Castello di Corniglio
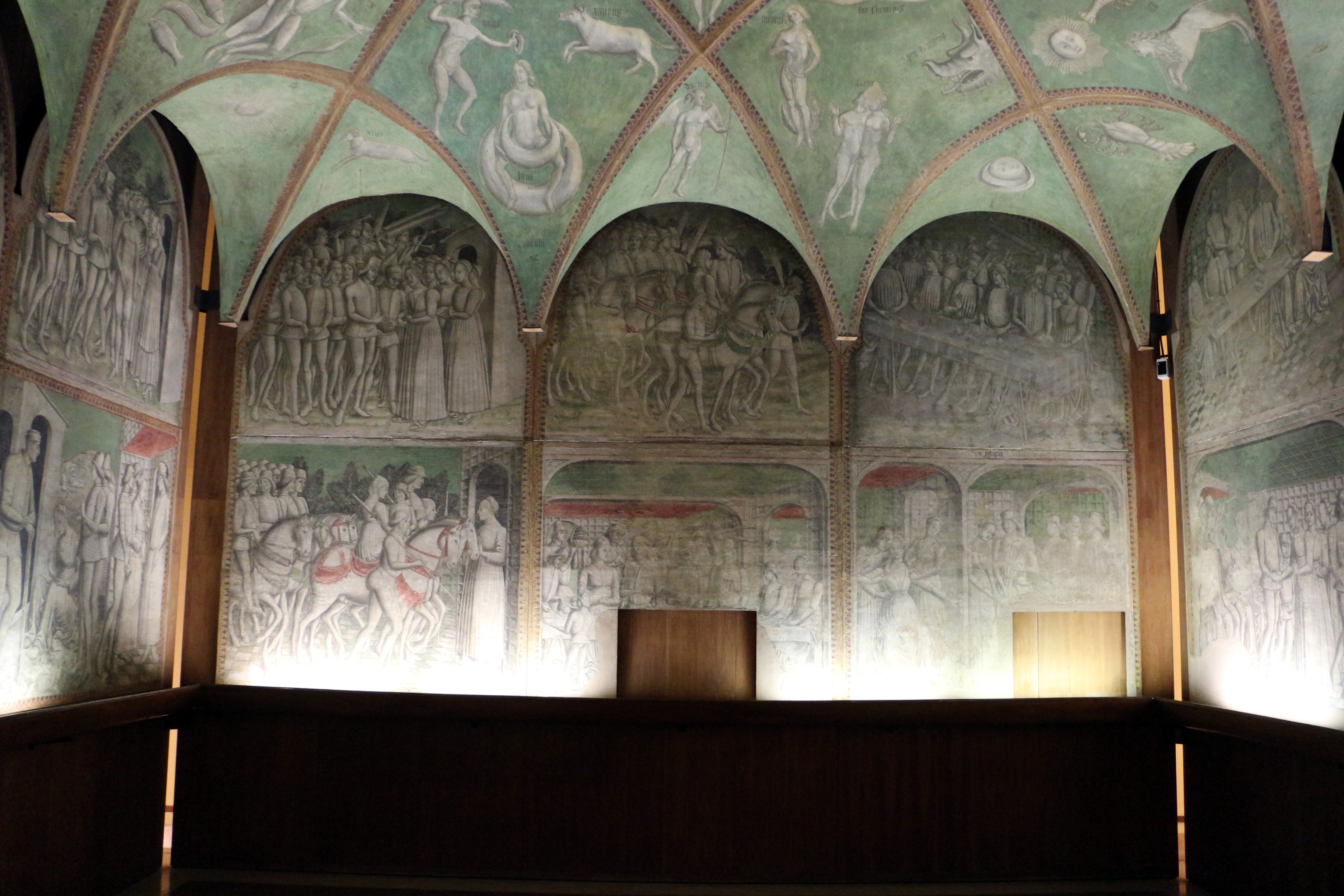
Roccabianca, Camera di Griselda: Wand- und Deckenfresken, um 1460
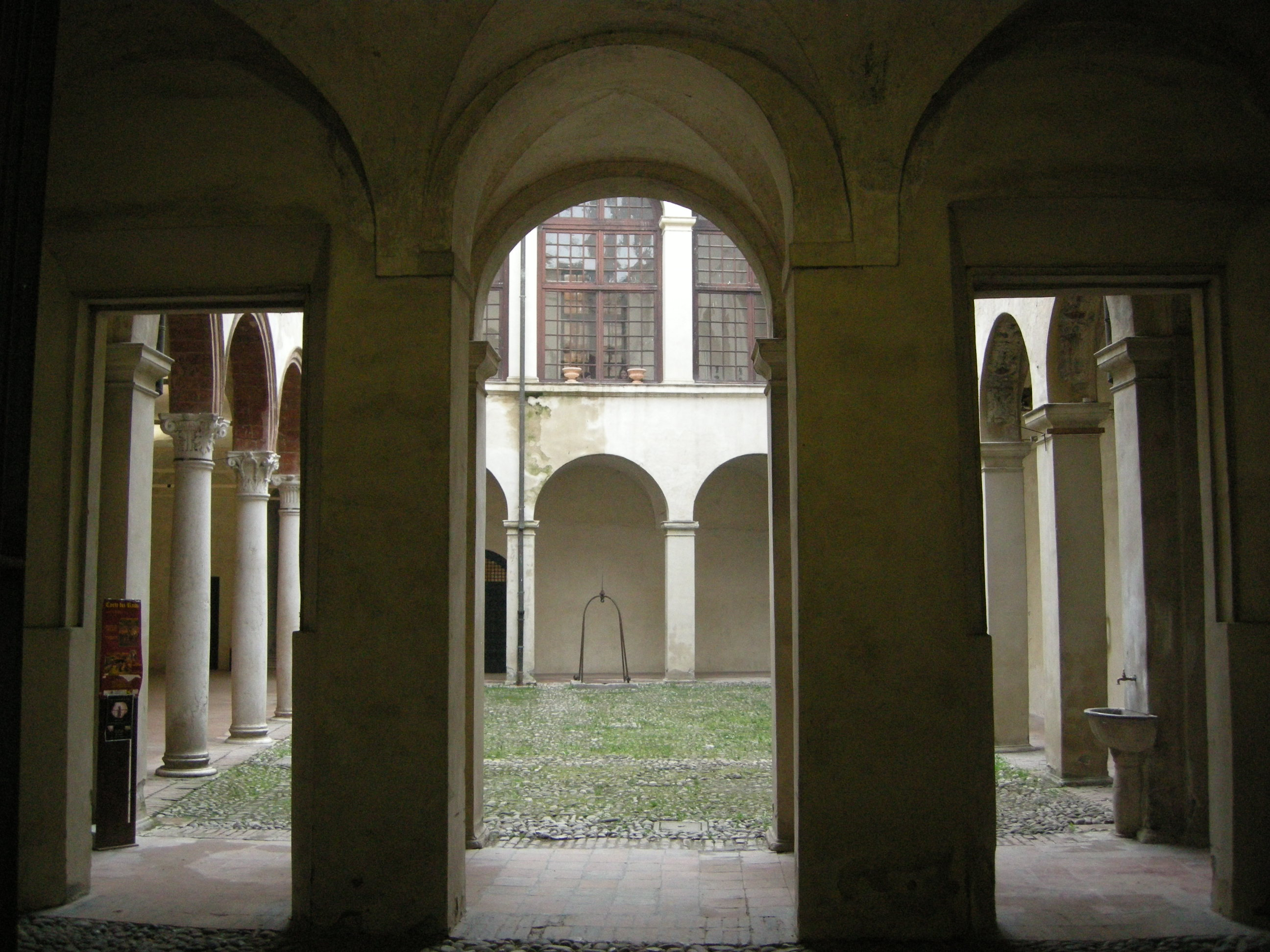
San Secondo, Rocca dei Rossi: Innenhof
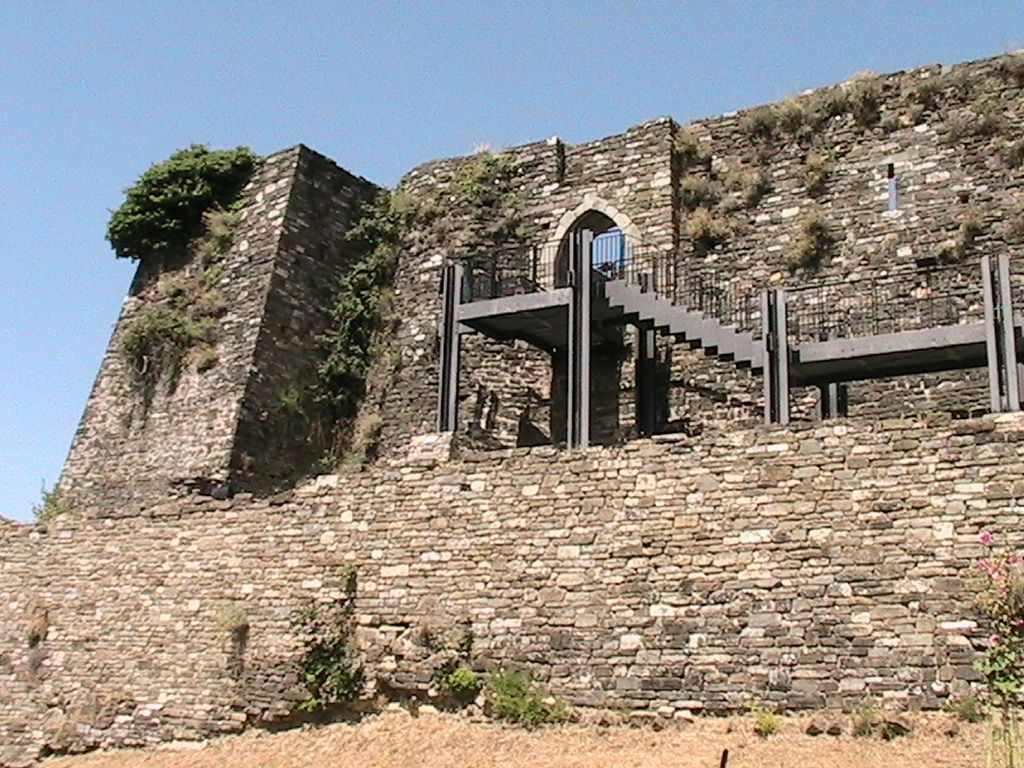
Rocca dei Sanvitale, Noceto; Ruinen des Castello di Berceto